# Švica
za druge pomene glej Švica (razločitev)
Švica, uradno Švicarska konfederacija, je celinska država na stišišču zahodne, srednje in južne Evrope. Je zvezna republika, sestavljena iz 26 kantonov z zveznimi oblastmi s sedežem v Bernu.

## Imena
Zaradi svoje jezikovne raznolikosti ima Švicarska konfederacija več različnih uradnih imen: Schweiz [ˈʃvaɪts] (nemščina), Suisse [sɥis (ə)] (francoščina), Svizzera [ˈzvittsera] (italijanščina) in Svizra [ˈʒviːtsrɐ, ˈʒviːtsʁɐ] (retoromanščina). Na kovancih in poštnih znamkah se namesto štirih nacionalnih jezikov uporablja latinsko ime Confoederatio Helvetica - pogosto skrajšano v Helvetia.

## Opis
Švica je država brez izhoda na morje, na jugu meji na Italijo, na zahodu z Francijo, na severu z Nemčijo ter na vzhodu z Avstrijo in Lihtenštajnom. Geografsko je razdeljena med nižji Mittelland, visokogorske Alpe in Juro, njena celotna površina je 41.285 km2, od tega vode 4,34 km2. Medtem ko Alpe zasedajo večji del ozemlja, je približno 8,5 milijona švicarskega prebivalstva večinoma osredotočeno na Mittelland, kjer so največja mesta in gospodarska središča, med njimi Zürich, Ženeva in Basel. V teh mestih je več uradov mednarodnih organizacij, kot so sedež FIFA, drugi največji urad OZN in glavna stavba Banke za mednarodne poravnave. V teh mestih se nahajajo tudi glavna mednarodna letališča Švice.
Ustanovitev Stare Švicarske konfederacije sega v pozno srednjeveško obdobje, ki je posledica vrste vojaških uspehov proti Avstriji in Burgundiji. Švicarska neodvisnost od Svetega rimskega cesarstva je bila formalno priznana v Vestfalskem miru leta 1648. Zvezna listina iz leta 1291 velja za ustanovni dokument Švice, ki se praznuje kot švicarski državni praznik. Od reformacije 16. stoletja je Švica vodila močno politiko oborožene nevtralnosti; od leta 1815 se ni borila v mednarodnih vojnah in se je Združenim narodom pridružila šele leta 2002. Kljub temu vodi aktivno zunanjo politiko in je pogosto vključena v mirovne procese po vsem svetu. Švica je rojstni kraj Rdečega križa, ene najstarejših in najbolj znanih humanitarnih organizacij na svetu, v njej pa domujejo številne mednarodne organizacije, med drugim tudi Urad Združenih narodov v Ženevi, ki je drugi največji na svetu. Je ustanovna članica Evropskega združenja za prosto trgovino, predvsem pa ni del Evropske unije, Evropskega gospodarskega prostora ali evroobmočja. Vendar v dvostranskih pogodbah sodeluje v schengenskem območju in evropskem enotnem trgu.
Švica zaseda stičišče germanske in romanske Evrope, kar se kaže v njenih štirih glavnih jezikovnih in kulturnih regijah: nemški, francoski, italijanski in retoromanski. Čeprav je večina prebivalstva nemško govorečega, je švicarska nacionalna identiteta zakoreninjena v skupnem zgodovinskem ozadju, skupnih vrednotah, kot so federalizem in neposredna demokracija  in alpska simbolika.
Razvita država ima najvišje nominalno bogastvo na odraslo osebo  in osmi najvišji bruto domači proizvod na prebivalca in je veljala za davčno oazo. Visoko se uvršča po nekaterih mednarodnih merilih, vključno z gospodarsko konkurenčnostjo in človeškim razvojem. Njegova mesta, kot so Zürich, Ženeva in Basel, se po kakovosti življenja uvrščajo med najvišja na svetu, čeprav z nekaterimi najvišjimi življenjskimi stroški na svetu. Leta 2020 je IMD Švico postavil na prvo mesto pri privabljanju kvalificiranih delavcev. Svetovni ekonomski forum jo uvršča na 5. mesto najbolj konkurenčnih držav na svetu.

## Zgodovina
Švica obstaja kot država v sedanji obliki od sprejetja švicarske zvezne ustave leta 1848. Predhodniki Švice so konec 13. stoletja (1291) ustanovili zaščitno zvezo in tvorili ohlapno konfederacijo držav, ki je obstajala stoletja.

### Zgodnja zgodovina
Najstarejše sledi obstoja hominidov v Švici segajo pred približno 150.000 leti. Najstarejša znana kmetijska naselja v Švici, ki so bila najdena v Gächlingenu, so bila datirana okoli leta 5300 pred našim štetjem.
Najzgodnejša znana kulturna plemena tega območja so bili pripadniki halštatske in latenske kulture, poimenovane po arheološkem najdišču La Tène na severni strani jezera Neuchâtel. Latenska kultura se je razvijala in cvetela v pozni železni dobi od približno 450 pr. n. št., verjetno pod vplivom grške in etruščanske civilizacije. Ena najpomembnejših plemenskih skupin v švicarski regiji so bili Helveti. Germanska plemena so se nenehno nadlegovala, leta 58 pred našim štetjem pa so se Helveti odločili zapustiti švicarski Mittelland in migrirati v zahodno Gallijo, vendar jih je vojska Julija Cezarja zasledila in premagala v bitki pri Bibractu, v današnji vzhodni Franciji, zaradi česar se je moralo pleme preseliti nazaj v prvotno domovino. Leta 15 pred našim štetjem sta Tiberij, kasnejši rimski cesar in njegov brat Druz osvojila Alpe in jih vključila v Rimsko cesarstvo. Območje, ki so ga zasedli Helveti - soimenjaki kasnejše Confoederatio Helvetica - je najprej postalo del rimske province Gallia Belgica, nato pa province Germania Superior, medtem ko je bil vzhodni del sodobne Švice vključen v rimsko provinco Retija. Nekje na začetku skupne dobe so Rimljani vzdrževali veliko legionarsko taborišče, imenovano Vindonissa, danes ruševina ob sotočju rek Aare in Reuss, blizu mesta Windisch, obrobja mesta Brugg.
1. in 2. stoletje našega štetja je bilo obdobje blaginje prebivalstva, ki je živelo na Mittellandu. Več mest, kot so Aventicum (sodobni Avenches), Noviodunum (sodobni Nyon) in Augusta Raurica vzhodno od Basla, je doseglo izjemno velikost, medtem ko je bilo na podeželju ustanovljenih na stotine kmetijskih posesti (Villa rustica).
Okoli leta 260 našega štetja je padec ozemlja Agri Decumates severno od Porenja preoblikoval današnjo Švico v obmejno deželo cesarstva. Ponavljajoči se napadi plemen Alamanov so povzročili propad rimskih mest in gospodarstva ter prisilili prebivalstvo, da je našlo zavetje v bližini rimskih trdnjav, kot je Castrum Rauracense (sodobni Kaiseraugst) blizu Auguste Raurice. Cesarstvo je zgradilo novo obrambno linijo na severni meji (tako imenovani Donau-Iller-Rhine-Limes), vendar je konec 4. stoletja povečan germanski pritisk prisilil Rimljane, da so opustili linearni obrambni koncept, Mittelland pa je bil končno odprt za naseljevanje germanskih plemen.
V zgodnjem srednjem veku je bil od konca 4. stoletja zahodni del današnje Švice del ozemlja Burgundskih kraljev. Alemani so naselili Mittelland v 5. stoletju in doline Alp v 8. stoletju in tvorili Alemanijo. Sodobna Švica je bila torej razdeljena med kraljevini Alemanija in Burgundija. Celotna regija je postala del razširjenega Frankovskega cesarstva v 6. stoletju po zmagi Klodvika I. nad Alemani pri Tolbiacu leta 504 n. št. in pozneje frankovski prevladi Burgundov.
V preostalem delu 6., 7. in 8. stoletja so švicarske regije nadaljevale pod frankovsko hegemonijo (Merovingi in Karolingi). Toda po razširitvi pod vodstvom Karla Velikega, je bilo Frankovsko cesarstvo z Verdunsko pogodbo iz leta 843 razdeljeno. Območja današnje Švice so se razdelila na Srednjefrankovsko državo cesarja Lotarja I. (817-855) ozemlje od reke Aare pa Vzhodnofrankovsko cesarstvo kralja Ludvika Nemškega (843-876). V zahodni Švici je 888 nastala kraljevina Zgornja Burgundija in se leta 933 s Spodnjo Burgundijo  združila v kraljevino Burgundijo, ta pa se je leta 1032 vključila v Sveto Rimsko cesarstvo.
V 11. - 13. stoletju so v nižjih delih Švice nastale velike fevdalne posesti družin Savojcev, Zähringerjev, Habsburžanov in Kyburg, hkrati so se okrepila mesta (Ženeva, Basel, Bern, Zürich), ki so dobila status svobodnih cesarskih mest. V gorskih območjih so živeli svobodni kmetje organizirani v samoupravne skupnosti. Z izumrtjem moške linije je leta 1263 rodbina Kyburg izumrla leta 1264; nato so Habsburžani pod kraljem Rudolfom I. (sveti rimski cesar leta 1273) zahtevali dežele Kyburg in jih priključili, tako da so njihovo ozemlje razširili na vzhodni švicarski Mittelland.

### Stara švicarska konfederacija
Ko so Habsburžani  v 13. stoletju poskušali razširiti oblast proti jugu in si pridobiti pomembne alpske prelaze, kantoni Uri, Schwyz, Unterwalden, kasneje znani kot Waldstätten, 1.avgusta 1291 ustanovili tako imenovano Večno zvezo. Stara švicarska konfederacija je bila zveza dolinskih skupnosti osrednjih Alp. Konfederacija, ki so ji vladali plemiči in patriciji različnih kantonov, je olajšala upravljanje skupnih interesov in zagotavljala mir na pomembnih gorskih trgovskih poteh. Zvezna listina iz leta 1291, dogovorjena med podeželskimi občinami Uri, Schwyz in Unterwalden, velja za ustanovni dokument konfederacije, čeprav so podobna zavezništva verjetno obstajala že desetletja prej.
Po veliki zmagi svobodnih kmetov v bitki pri Morgartnu (15. november 1315), ko so Švicarji porazili habsburško vojsko so se trem prakantonom pridružili še Luzern (1332), Zürich (1351), Zug in Glarus (1352) in Bern (1353) ter oblikovali staro konfederacijo osmih držav, ki so obstajale do konca 15. stoletja. Širitev je privedla do večje moči in bogastva za konfederacijo. Do leta 1460 so konfederalci nadzorovali večino ozemlja južno in zahodno od Rena do Alp in pogorja Jura, zlasti po zmagah proti Habsburžanom (bitka pri Sempachu, bitka pri Näfelsu) nad Karlom Drznim v 1470-ih in uspeh švicarskih plačancev. Leta 1481 sta se konfederaciji pridružila 
Solothurn in Fribourg. Po švicarski zmagi v švabski vojni proti Švabski ligi cesarja Maksimilijana I. leta 1499 je z baselskim mirom (22. november 1499) dejansko postala neodvisna in izstopila iz Svetega rimskega cesarstva. Leta 1501 sta se Stari švicarski konfederaciji pridružila še Basel in Schaffhausen, 1513 pa še Appenzell.
Od druge polovice 14. stoletja se je za zvezo začelo uporabljati ime Švica (po kantonu Schwyz).
Stara švicarska konfederacija si je v teh zgodnjih vojnah pridobila sloves nepremagljivosti, vendar je širitev konfederacije leta 1515 s švicarskim porazom v bitki pri Marignanu utrpela spodrsljaj. S tem se je končala tako imenovana 'junaška' doba švicarske zgodovine. Uspeh Zwinglijeve reformacije v nekaterih kantonih je v letih 1529 in 1531 (Kappelske vojne) povzročil medkantonalne verske spopade. Šele več kot sto let po teh notranjih vojnah so leta 1648 v skladu z Vestfalskim mirom evropske države priznale neodvisnost Švice od Svetega rimskega cesarstva in njeno nevtralnost.
V zgodnje novoveškem obdobju švicarske zgodovine je naraščajoča avtoritarnost patricialnih družin v kombinaciji s finančno krizo po tridesetletni vojni privedla do švicarske kmečke vojne leta 1653. V ozadju tega boja je prišlo do konflikta med katoliškimi in protestantski kantoni, kar je izbruhnilo v nadaljnjem nasilju med prvo vojno v Villmergenu leta 1656 in vojno v Toggenburgu (ali drugo vojno v Villmergenu) leta 1712.

### Napoleonsko obdobje
Leta 1798 je revolucionarna francoska vlada napadla Švico in uvedla novo enotno ustavo. [39] To je centraliziralo vlado države in dejansko odpravilo kantone: poleg tega se je Mülhausen pridružil Franciji, dolina Valtellina pa je postala del Cisalpinske republike in se ločila od Švice. Novi režim, znan kot Helvetska republika, je bil zelo nepriljubljen. Uvedla ga je tuja invazijska vojska in uničila stoletno tradicijo, zaradi česar je Švica postala le francoska satelitska država. Ostro francosko zatiranje upora v Nidwaldnu septembra 1798 je bil primer zatirajoče prisotnosti francoske vojske in odpora lokalnega prebivalstva proti okupaciji.
Leta 1802 je izbruhnila državljanska vojna med konzervativnimi federalisti in liberalnimi unitaristi, a jo je Napoleon 1803 prekinil tako, da je v Parizu organiziral srečanje vodilnih švicarskih politikov z obeh strani. Rezultat tega je bil zakon o mediaciji, ki je v veliki meri obnovil švicarsko avtonomijo in uvedel konfederacijo 19 kantonov. Odslej bi se večina švicarske politike nanašala na uravnoteženje kantonske tradicije samoupravljanja s potrebo po centralni vladi. Takšni konfederaciji so se priključili še kantoni Vaud, Ticino, Aargau, Thurgau, Sankt Gallen in Graubünden.
Po Napoleonovem porazu v bitki narodov pri Leipzigu leta 1813, je švicarska zvezna skupščina razglasila nevtralnost in odpravila ustavo iz leta 1803. Podpisan je bil nov zvezni sporazum s katerim so zelo omejili pristojnosti konfederacije. 1815 je dunajski kongres v celoti vzpostavil švicarsko neodvisnost in evropske sile so se dogovorile, da bodo trajno priznale švicarsko nevtralnost. Švicarske čete so tujim vladam služile do leta 1860, ko so se borile v obleganju Gaete. Pogodba je Švici prav tako dovolila, da poveča svoje ozemlje, s sprejemom kantonov Valais, Neuchâtel in Ženeva. Meje Švice se od takrat niso spremenile, razen nekaterih manjših prilagoditev.

### Federalne države
Obnova moči patriciata je bila le začasna. Po obdobju nemirov s ponavljajočimi se nasilnimi spopadi, kot je bil Züriputsch iz leta 1839, je leta 1847 izbruhnila državljanska vojna (Sonderbundskrieg), ko so nekateri katoliški kantoni poskušali ustanoviti ločeno zvezo (Sonderbund). Vojna je trajala manj kot mesec dni in povzročila manj kot 100 žrtev. Kljub temu, da je bil Sonderbundskrieg manjši v primerjavi z drugimi evropskimi nemiri in vojnami v 19. stoletju, je močno vplival tako na psihologijo kot na družbo Švicarjev.
Vojna je večino Švicarjev prepričala v potrebo po enotnosti in moči do evropskih sosed. Švicarji iz vseh slojev družbe, bodisi katoliške bodisi protestantske, iz liberalne ali konservativne struje, so spoznali, da bodo kantoni imeli več koristi, če bodo združeni njihovi gospodarski in verski interesi.
Medtem ko je ostala Evropa videla revolucionarne vstaje, so Švicarji pripravili ustavo (12. september 1848), ki je predvidevala zvezno postavitev po vzoru ustave ZDA. Ta ustava je predvidevala osrednjo oblast v zunanji politiki in gospodarstvu, medtem ko je kantonom pustila pravico do samoupravljanja v lokalnih zadevah. Priznanje tistim, ki so bili naklonjeni oblasti kantonov (Sonderbund Kantone), je bila nacionalna skupščina razdeljena med zgornji dom (Svet držav, dva predstavnika na kanton) in spodnji dom (Državni svet, predstavniki izvoljeni po vsej državi). Za vsako spremembo te ustave so bili referendumi obvezni. Ta nova ustava je pravno končala tudi plemstvo v Švici.
Uveden je bil sistem enotnih uteži in mer in leta 1850 je švicarski frank postal švicarska enotna valuta. 11. člen ustave je prepovedoval pošiljanje vojakov na služenje v tujino, z izjemo služenja Svetemu sedežu, čeprav so bili Švicarji še vedno dolžni služiti Frančišku II. dveh Sicilij s švicarskimi stražarji, ki so bili prisotni pri obleganju Gaete leta 1860, s čimer se je končala udeležba v tujih državah.
Pomembna klavzula ustave je bila, da jo je mogoče v celoti ponovno napisati, če se bo to zdelo potrebno, s čimer se bo lahko razvijala kot celota in ne bo spreminjala posameznih sprememb.
Ta potreba se je kmalu izkazala, ko je rast prebivalstva in industrijska revolucija, ki je sledila, privedla do pozivov k ustrezni spremembi ustave. Prebivalstvo je leta 1872 zavrnilo zgodnji osnutek, vendar so bile spremembe leta 1874 sprejele. Uvedla je izbirni referendum za zakone na zvezni ravni. Vzpostavila je tudi zvezno odgovornost za obrambo, trgovino in pravne zadeve.
Leta 1891 je bila ustava revidirana z nenavadno močnimi elementi neposredne demokracije, ki so še danes edinstveni.

### Sodobna zgodovina
V nobeni od svetovnih vojn Švica ni bila napadena. Med prvo svetovno vojno je bil v Švici Vladimir Iljič Uljanov (Lenin) in tam ostal do leta 1917. Afera Grimm-Hoffmann je leta 1917 resno podvomila o švicarski nevtralnosti, vendar je bila ta kratkotrajna. Leta 1920 se je Švica pridružila Društvu narodov, ki je imelo sedež v Ženevi, pod pogojem, da je izvzeta iz kakršnih koli vojaških zahtev.
Med drugo svetovno vojno so Nemci izdelali podrobne načrte za invazijo, vendar Švice nikoli niso napadli. Švica je lahko ostala neodvisna zaradi kombinacije vojaškega odvračanja, popuščanja Nemčiji in sreče, saj so večji dogodki med vojno zakasnili načrtovano invazijo. Pod vodstvom generala Henrika Guisana, ki je bil za časa vojne imenovan za vrhovnega poveljnika, je bila ukazana splošna mobilizacija oboroženih sil. Švicarska vojaška strategija se je spremenila iz statične obrambe na mejah, da bi zaščitila ekonomsko središče, v organizirano dolgoročno izčrpavanje in umik v močne, dobro založene položaje visoko v Alpah, znano kot Nacionalna pregrada. Švica je bila pomembna osnova za vohunjenje obeh strani v sporu in je pogosto posredovala v komunikaciji med silami osi in zavezniškimi silami.
Švicarsko trgovino so blokirali tako zavezniki kot sile osi. Gospodarsko sodelovanje in podaljšanje kreditov za Tretji rajh sta se spreminjala glede na zaznano verjetnost invazije in razpoložljivost drugih trgovinskih partnerjev. Koncesije so dosegle vrhunec po prekinitvi ključne železniške povezave skozi Vichyjsko Francijo leta 1942, zaradi česar je bila Švica (skupaj z Lihtenštajnom) v celoti izolirana od širšega sveta zaradi ozemlja, ki ga je nadzirala Os. Med vojno je Švica internirala več kot 300.000 beguncev, Mednarodni Rdeči križ s sedežem v Ženevi pa je med sporom imel pomembno vlogo. Stroga politika priseljevanja in azila ter finančni odnosi z nacistično Nemčijo so sprožili polemike, vendar šele konec 20. stoletja.
Med letoma 1940 in 1945 so zavezniki bombardirali Švico in povzročili smrtne žrtve in materialno škodo. Med bombardiranimi mesti so bili Basel, Brusio, Chiasso, Cornol, Ženeva, Koblenz, Niederweningen, Rafz, Renens, Samedan, Schaffhausen, Stein am Rhein, Tägerwilen, Thayngen, Vals in Zürich. Zavezniške sile so razložile, da so bombardiranja, ki so kršila 96. člen vojne, posledica napak v navigaciji, okvare opreme, vremenskih razmer in napak pilotov bombnikov. Švicarji so izrazili strah in zaskrbljenost, da naj bi bombardiranje pritiskalo na Švico, naj konča gospodarsko sodelovanje in nevtralnost z nacistično Nemčijo. V Angliji je potekal postopek, ameriška vlada pa je za odškodnine ob bombardiranju plačala 62.176.433,06 švicarskih frankov.
Švicarski odnos do beguncev je bil zapleten in sporen; med vojno je sprejela kar 300.000 beguncev, medtem ko jih je zavrnila še deset tisoč, vključno z Judi, ki so jih nacisti močno preganjali.
Po vojni je švicarska vlada izvažala kredite prek dobrodelnega sklada, znanega kot Schweizerspende, in tudi donirala Marshallovemu načrtu za pomoč pri okrevanju Evrope, kar je na koncu koristilo švicarskemu gospodarstvu.
V času hladne vojne so švicarske oblasti razmišljale o gradnji švicarske jedrske bombe. [51] Vodilni jedrski fiziki z Zveznega tehnološkega inštituta v Zürichu, kot je Paul Scherrer, so to omogočili realno. Leta 1988 je bil v njegovem imenu ustanovljen Inštitut Paul Scherrer za raziskovanje terapevtske uporabe tehnologij razprševanja nevtronov. Finančne težave z obrambnim proračunom in etični vidiki so preprečili dodelitev znatnih sredstev, Pogodba o neširjenju jedrskega orožja iz leta 1968 pa je bila videti kot veljavna alternativa. Vsi preostali načrti za izdelavo jedrskega orožja so bili opuščeni do leta 1988.
Švica je bila zadnja zahodna republika, ki je ženskam podelila volilno pravico. Nekateri švicarski kantoni so to odobrili leta 1959, medtem ko je bilo to na zvezni ravni doseženo leta 1971, po odporu pa v zadnjem kantonu Appenzell Innerrhoden (eden od le dveh preostalih Landsgemeinde, skupaj z Glarusom) leta 1990. Po pridobitvi volilne pravice na zvezni ravni so ženske hitro postale politično pomembnejše, pri čemer je bila prva ženska v sedemčlanskem zveznem svetu Elisabeth Kopp, ki je delala od leta 1984 do 1989 in prva predsednica Ruth Dreifuss leta 1999.
Švica se je Svetu Evrope pridružila leta 1963. Leta 1979 so območja kantona Bern postala neodvisna od Berna in tvorila nov kanton Jura. 18. aprila 1999 so švicarsko prebivalstvo in kantoni glasovali za popolnoma revidirano zvezno ustavo.
Leta 2002 je Švica postala polnopravna članica Združenih narodov, Vatikan pa je postal zadnja splošno priznana država brez polnopravnega članstva v OZN. Švica je ustanovna članica Efte, vendar ni članica Evropskega gospodarskega prostora. Vloga za članstvo v Evropski uniji je bila poslana maja 1992, vendar ne napreduje, saj je bila EGP zavrnjena decembra 1992, ko je bila Švica edina država, ki je sprožila referendum o EGP. Od takrat je bilo več referendumov o vprašanju EU; zaradi nasprotovanja državljanov je bila prošnja za članstvo umaknjena. Kljub temu se švicarska zakonodaja postopoma prilagaja zakonodaji EU in vlada je z Evropsko unijo podpisala številne dvostranske sporazume. Švica je skupaj z Lihtenštajnom od vstopa Avstrije leta 1995 v celoti obkrožena z EU. 5. junija 2005 so se švicarski volivci s 55-odstotno večino dogovorili za pridružitev schengenski pogodbi, rezultat, ki so ga komentatorji EU ocenili kot znak podpora Švice, države, ki je tradicionalno dojeta kot neodvisna in neradi vstopa v nadnacionalne organe. Septembra 2020 je Švicarska ljudska stranka (SPP) uvedla referendum o glasovanju o koncu pakta, ki je dovoljeval prosto gibanje ljudi iz Evropske unije. Volivci pa so zavrnili poskuse ponovnega prevzema nadzora nad priseljevanjem in predlog premagali s približno 63 % -37 % razlike.

## Geografija
Švica, ki se razteza čez severno in južno stran Alp v zahodno-srednji Evropi, ima veliko raznolikost pokrajin in podnebja na omejenem območju 41.285 kvadratnih kilometrov. Prebivalcev je približno 8 milijonov, kar ima za posledico povprečno gostoto prebivalstva okoli 195 ljudi na kvadratni kilometer. Bolj gorata južna polovica države je veliko bolj redko poseljena kot severna polovica. V največjem kantonu Graubünden, ki leži v celoti v Alpah, gostota prebivalstva pade na 27 / km2.
Švica leži med zemljepisnima širinama 45 ° in 48 ° S ter dolžinama 5 ° in 11 ° E. Vsebuje tri osnovna topografska območja: Švicarske Alpe na jugu, Mitteland ali Švicarsko planoto in Švicarsko Juro na zahodu. Alpe so visokogorje, ki teče po osrednji in južni strani države in predstavlja približno 60 % celotne površine države. Večina švicarskega prebivalstva živi na švicarski planoti. Med visokimi dolinami švicarskih Alp najdemo veliko ledenikov, katerih skupna površina je 1063 kvadratnih kilometrov. Iz njih izvira več večjih rek, kot so Ren, Inn, Ticino in Rona, ki tečejo v štirih glavnih smereh preko velikega dela Evrope. Hidrografsko omrežje vključuje več največjih sladkovodnih teles srednje in zahodne Evrope, med katerimi so Ženevsko jezero (v francoščini Le Lac Léman), Bodensko jezero (v nemščini Bodensee) in jezero Maggiore. Švica ima več kot 1500 jezer in vsebuje 6 % evropske zaloge sladke vode. Jezera in ledeniki pokrivajo približno 6 % državnega ozemlja. Največje jezero je Ženevsko jezero v zahodni Švici, ki si ga deli s Francijo. Rona je glavni vir in iztok Ženevskega jezera. Bodensko jezero je drugo največje švicarsko jezero in, tako kot Ženevsko jezero, vmesna stopnica na Renu na meji z Avstrijo in Nemčijo. Medtem ko se Rona izliva v Sredozemsko morje v francoski regiji Camargue, se Ren izliva v Severno morje v Rotterdamu na Nizozemskem, približno 1000 km narazen, sta oba izvira oddaljena le približno 22 kilometrov v švicarskih Alpah.
48 švicarskih gora ima nadmorsko višino 4000 metrov ali več. S 4634 m je najvišja Monte Rosa, čeprav Matterhorn (4478 m) pogosto velja za najbolj znanega. Obe gori sta v Peninskih Alpah v kantonu Valais, na meji z Italijo. Odsek Bernskih Alp nad globoko ledeniško dolino Lauterbrunnen, ki vsebuje 72 slapov, je dobro znan po Jungfrau (4158 m) ali Mönchu ter številnih slikovitih dolinah v regiji. Na jugovzhodu je dobro znana tudi dolga dolina Engadin, ki zajema območje St. Moritz v kantonu Graubünden; najvišji vrh v sosednjih Berninskih Alpah je Piz Bernina (4049 m).
Bolj obljuden severni del države, ki predstavlja približno 30 % celotne površine države, se imenuje Mittelland ali Švicarska planota. Ima večje odprte in hribovite pokrajine, deloma gozdnate, delno odprte pašnike, običajno s pašnimi čredami ali zelenjavo in sadovnjaki, vendar je še vedno hribovita. Tu najdemo velika jezera, tudi največja švicarska mesta so na tem območju.
V Švici sta dve majhni enklavi: Büsingen pripada Nemčiji, Campione d'Italia pa Italiji. [60] Švica v drugih državah nima eksklav.

### Podnebje
Švicarsko podnebje je na splošno zmerno, vendar se lahko zelo razlikuje med kraji , od ledeniških razmer na gorskih vrhovih do pogosto prijetnega bližnje sredozemskega podnebja na južni konici Švice. V južnem delu Švice je nekaj dolinskih območij, kjer raste nekaj na hlad odpornih palm. Poletja so včasih topla in vlažna z občasnimi padavinami, zato so idealna za pašnike in pašo. Manj vlažne zime v gorah imajo lahko dolge intervale stabilnih razmer tedne, medtem ko nižje pokrajine v teh obdobjih po navadi trpijo zaradi inverzije, tako da tedne ne vidijo sonca.
Vremenski pojav, znan kot fen, se lahko pojavi v vseh letnih časih, zanj pa je značilen nepričakovano topel veter, ki v času padavin prinaša zrak zelo nizke relativne vlažnosti na sever Alp, med padavinami na južni steni Alp. To deluje v obe smeri čez Alpe, vendar je učinkovitejše, če piha z juga zaradi bolj strme stopnice za prihajajoči veter z juga. Doline, ki tečejo od juga proti severu, sprožijo najboljši učinek. V vseh notranjih alpskih dolinah, ki prejemajo manj dežja, obstajajo najbolj suhe razmere, ker prihajajoči oblaki med prečkanjem gora izgubijo veliko vsebine, preden dosežejo ta območja. Velika alpska območja, kot je Graubünden, ostajajo bolj suha kot predalpska območja in tako kot v glavni dolini Valaisa tam pridelujejo grozdje.
Vlažne razmere so še vedno v visokih Alpah in v kantonu Ticino, ki ima občasno veliko sonca, občasno pa tudi močne padavine. Padavine so po navadi zmerno razporejene skozi vse leto, vrhunec pa je poleti. Jesen je najbolj suha sezona, zima prejme manj padavin kot poletje, vendar vremenski vzorci v Švici niso v stabilnem podnebnem sistemu in se lahko spreminjajo iz leta v leto brez strogih in predvidljivih obdobij.

### Okolje
Švica vsebuje dve kopenski ekoregiji: zahodnoevropski širokolistni gozd in alpski iglavci in mešani gozdovi.
Švicarski ekosistemi so lahko še posebej krhki, saj številne občutljive doline, ločene z visokimi gorami, pogosto tvorijo edinstvene ekologije. Tudi same gorske regije so ranljive, z bogatim naborom rastlin, ki jih na drugih višinah ni, in doživljajo pritisk obiskovalcev in paše. Podnebne, geološke in topografske razmere v alpskem območju ustvarjajo zelo krhek ekosistem, ki je še posebej občutljiv na podnebne spremembe. Kljub temu se Švica po indeksu okoljske učinkovitosti za leto 2014 uvršča na prvo mesto med 132 državami pri varovanju okolja zaradi visokih ocen na področju javnega zdravja v okolju, velike odvisnosti od obnovljivih virov energije (hidroenergija in geotermalna energija) in nadzora emisije toplogrednih plinov. Leta 2020 je bila uvrščena na tretje mesto od 180 držav. Država se je zavezala, da bo do leta 2030 zmanjšala emisije toplogrednih plinov za 50 % v primerjavi z ravnjo iz leta 1990 in pripravlja načrt, da do leta 2050 doseže nič emisij.
Vendar je dostop do biološke zmogljivosti v Švici veliko nižji od svetovnega povprečja. Leta 2016 je imela Švica na svojem ozemlju 1,0 globalnega hektara biokapacitete na osebo, kar je 40 odstotkov manj od svetovnega povprečja, ki znaša 1,6 hektara na osebo. Nasprotno pa so leta 2016 porabili 4,6 globalnih hektarjev biokapacitete - njihov ekološki odtis porabe. To pomeni, da so uporabili približno 4,6-krat več biološke zmogljivosti, kot jih vsebuje Švica. Preostanek prihaja iz uvoza in pretirane uporabe svetovnih dobrin (na primer ozračja zaradi emisij toplogrednih plinov). Posledično ima Švica primanjkljaj biološke zmogljivosti. Švica je imela indeks integritete gozdne krajine za leto 2019 povprečno oceno 3,53 / 10, kar jo je uvrstila na 150. mesto od 172 držav.

## Upravna razdelitev
Kantoni so federativne države, imajo trajni ustavni status in v primerjavi s stanjem v drugih državah visoko stopnjo neodvisnosti. Po zvezni ustavi je vseh 26 kantonov po statusu enakovrednih, le da 6 (ki jih pogosto imenujemo polkantoni) v Svetu držav zastopa le en svetnik (namesto dva) in ima le polovico kantonalnih glasov z večino na referendumih o ustavnih spremembah. Vsak kanton ima svojo ustavo in svoj parlament, vlado, policijo in sodišča. Vendar obstajajo precejšnje razlike med posameznimi kantoni, zlasti glede števila prebivalstva in geografskega območja. Prebivalstvo se giblje med 16.416 (Appenzell Innerrhoden) in 1.579.967 (Zürich), njihova površina pa med 37 km² (Basel-Stadt) in 7105 km² (Graubünden).
Švica je konfederacija 26 kantonov:
| kanton | kanton                  | glavno mesto | kanton | kanton       | glavno mesto |
| ------ | ----------------------- | ------------ | ------ | ------------ | ------------ |
|        | Aargau                  | Aarau        |        | *Nidwalden   | Stans        |
|        | *Appenzell Ausserrhoden | Herisau      |        | *Obwalden    | Sarnen       |
|        | *Appenzell Innerrhoden  | Appenzell    |        | Schaffhausen | Schaffhausen |
|        | *Basel-Landschaft       | Liestal      |        | Schwyz       | Schwyz       |
|        | *Basel-Stadt            | Basel        |        | Solothurn    | Solothurn    |
|        | Bern                    | Bern         |        | St. Gallen   | St. Gallen   |
|        | Fribourg                | Fribourg     |        | Thurgau      | Frauenfeld   |
|        | Ženeva                  | Ženeva       |        | Ticino       | Bellinzona   |
|        | Glarus                  | Glarus       |        | Uri          | Altdorf      |
|        | Graubünden              | Chur         |        | Valais       | Sion         |
|        | Jura                    | Delémont     |        | Vaud         | Lausanne     |
|        | Luzern                  | Luzern       |        | Zug          | Zug          |
|        | Neuchâtel               | Neuchâtel    |        | Zürich       | Zürich       |

Kantoni imajo skupno 2131 občin (stanje 2024).

## Zunanji odnosi in mednarodne institucije
Tradicionalno se Švica izogiba zavezništvom, ki bi lahko zajemale vojaške, politične ali neposredne gospodarske akcije in je bila nevtralna od konca širitve leta 1515. Njena nevtralna politika je bila mednarodno priznana na dunajskem kongresu leta 1815. Šele leta 2002 je Švica postala polnopravna članica Združenih narodov in je bila prva država, ki se ji je pridružila po referendumu. Švica vzdržuje diplomatske odnose s skoraj vsemi državami in je v preteklosti služila kot posrednik med drugimi državami. Švica ni članica Evropske unije; Švicarji že od začetka 1990-ih dosledno zavračajo članstvo. Švica sicer sodeluje v schengenskem območju.
V Švici imajo sedež številne mednarodne institucije, deloma tudi zaradi njene nevtralne politike. Ženeva je rojstno mesto Rdečega križa in Rdečega polmeseca, Ženevskih konvencij in od leta 2006 gosti Svet Združenih narodov za človekove pravice. Čeprav je Švica ena najnovejših držav, ki se je pridružila OZN, je Palača narodov v Ženevi po New Yorku drugo največje središče Združenih narodov, Švica pa je bila ustanovna članica in dom Društva narodov.
Poleg sedeža Združenih narodov je v Švicarski konfederaciji tudi veliko agencij OZN, kot so Svetovna zdravstvena organizacija (WHO), Mednarodna organizacija dela (ILO), Mednarodna telekomunikacijska zveza (ITU), Visoki komisar Združenih narodov za begunce ( UNHCR) in približno 200 drugih mednarodnih organizacij, vključno s Svetovno trgovinsko organizacijo in Svetovno organizacijo za intelektualno lastnino. Na letnih srečanjih Svetovnega gospodarskega foruma v Davosu se zberejo vrhunski mednarodni poslovni in politični voditelji iz Švice in tujine, da bi razpravljali o pomembnih vprašanjih, s katerimi se sooča svet, vključno z zdravjem in okoljem. Poleg tega je sedež Banke za mednarodne poravnave (BIS) v Baslu od leta 1930.
Poleg tega so številne športne zveze in organizacije po vsej državi, kot so Mednarodna rokometna zveza v Baslu, Mednarodna košarkarska zveza v Ženevi, Zveza evropskih nogometnih zvez (Uefa) v Nyonu, Mednarodna zveza nogometnih zvez (FIFA) in Mednarodna zveza hokeja na ledu v Zürichu, Mednarodna kolesarska zveza v Aigleju in Mednarodni olimpijski komite v Lozani.

## Demografija
Leta 2018 je švicarsko prebivalstvo nekoliko preseglo 8,5 milijona. Skupaj z drugimi razvitimi državami se je švicarsko prebivalstvo v industrijski dobi hitro povečevalo, med letoma 1800 in 1990 se je povečalo štirikrat in še naprej narašča. Tako kot večina Evrope se tudi Švica sooča s staranjem prebivalstva, čeprav z načrtovano letno rastjo, predvideno v leto 2035, predvsem zaradi priseljevanja in stopnje rodnosti, ki je blizu ravni nadomestitve. Švica ima eno najstarejših populacij na svetu s povprečno starostjo 42,5 leta.
Od leta 2019 tuji prebivalci predstavljajo 25,2 % prebivalstva, kar je eden največjih deležev v razvitem svetu. Večina teh (64 %) je bila iz Evropske unije ali držav EFTA. Italijani so bili največja posamezna skupina tujcev s 15,6 % celotnega tujega prebivalstva, sledijo jim Nemci (15,2 %), priseljenci iz Portugalske (12,7 %), Francije (5,6 %), Srbije (5,3 %), Turčije (3,8 % ), Španija (3,7 %) in Avstrija (2 %). Priseljenci s Šrilanke, večina nekdanjih tamilskih beguncev, so bili med ljudmi azijskega porekla največja skupina (6,3 %).
Številke iz leta 2012 poleg tega kažejo, da je imelo priseljensko ozadje 34,7 % prebivalstva s stalnim prebivališčem, starega 15 let ali več v Švici (približno 2,33 milijona). Tretjina te populacije (853.000) je imela švicarsko državljanstvo. Štiri petine oseb s priseljenskim ozadjem so bili sami priseljenci (prva generacija tujcev ter domači in naturalizirani švicarski državljani), petina pa rojena v Švici (druga generacija tujcev ter rojeni in naturalizirani švicarski državljani).
V 2000-ih so domače in mednarodne institucije izrazile zaskrbljenost zaradi povečanja ksenofobije, zlasti v nekaterih političnih kampanjah. V odgovor na eno kritično poročilo je Zvezni svet opozoril, da je »rasizem na žalost prisoten v Švici«, vendar je izjavil, da velik delež tujih državljanov v državi in na splošno neproblematična integracija tujcev poudarjata odprtost Švice.  Nadaljnja študija, izvedena leta 2018, je pokazala, da 59 % meni, da je rasizem resen problem v Švici. Delež prebivalstva, ki poroča, da je tarča rasne diskriminacije, se je v zadnjih letih povečal z 10 % leta 2014 na skoraj 17 % leta 2018, po podatkih Zveznega statističnega urada.

### Jeziki
Švica ima štiri nacionalne jezike: pretežno nemščino (leta 2016 ga je govorilo 62,8 % prebivalstva), francoščino (22,9 %) na zahodu in italijanščino (8,2 %) na jugu. Četrti nacionalni jezik, retoromanščina (0,5 %) je romanski jezik, ki se lokalno govori v jugovzhodnem trijezičnem kantonu Graubünden in je v 4. členu Zvezne ustave kot nemščina, francoščina in italijanščina in v 70. členu kot uradni jezik, če oblasti komunicirajo z osebami, ki govorijo retoromanščino. Vendar v retoromanščini ni treba sprejemati zveznih zakonov in drugih uradnih aktov.
Leta 2016 so bili med stalnimi prebivalci, starejšimi od 15 let in več, najbolj domači jeziki švicarska nemščina (59,4 %), francoščina (23,5 %), standardna nemščina (10,6 %) in italijanščina (8,5 %). Drugi jeziki, ki se govorijo doma, so angleščina (5,0 %), portugalščina (3,8 %), albanščina (3,0 %), španščina (2,6 %) ter srbščina in hrvaščina (2,5 %). 6,9 % jih je poročalo, da doma govorijo drug jezik. Leta 2014 je skoraj dve tretjini (64,4 %) prebivalstva s stalnim prebivališčem navedlo, da redno govori več kot en jezik.
Zvezna vlada je dolžna komunicirati v uradnih jezikih, v zveznem parlamentu pa je zagotovljeno simultano prevajanje iz nemščine, francoščine in italijanščine.
Poleg uradnih oblik svojih jezikov imajo štiri jezikovne regije Švice tudi svoje lokalne narečne oblike. Vloga, ki jo imajo narečja v posameznih jezikovnih regijah, se dramatično razlikuje: v nemško govorečih regijah so švicarsko-nemška narečja vse bolj razširjena od druge polovice 20. stoletja, zlasti v medijih, kot sta radio in televizija in se uporabljajo kot vsakdanji jezik za mnoge, medtem ko se za pisno sporazumevanje skoraj vedno uporablja švicarska vrsta standardne nemščine namesto narečja (prim. diglosična raba jezika). Nasprotno pa so v francosko govorečih regijah lokalni dialekti skorajda izginili (le 6,3 % prebivalstva Valaisa, 3,9 % Friburga in 3,1 % Jure je še vedno govorilo narečja ob koncu 20. stoletja), medtem ko je v italijanskem jeziku – so dialekti govorečih regij večinoma omejeni na družine in priložnostne pogovore.
Glavni uradni jeziki (nemščina, francoščina in italijanščina) imajo izraze, ki se ne uporabljajo zunaj Švice, znane kot helvetizmi. Nemški helvetizmi so grobo rečeno velika skupina besed, značilnih za švicarsko standardno nemščino, ki se ne pojavljajo niti v standardni nemščini, niti v drugih nemških narečjih. Francozi v Švici imajo podobne izraze, ki so enako znani kot helvetizmi. Najpogostejše značilnosti helvetizmov so v besedišču, besednih zvezah in izgovorjavi, vendar se nekateri helvetizmi v sintaksi in pravopisu označujejo kot posebni. Duden, obsežen nemški slovar, vsebuje približno 3000 helvetizmov. Sedanji francoski slovarji, kot je Petit Larousse, vključujejo več sto helvetizmov.
Učenje enega od drugih nacionalnih jezikov v šoli je obvezno za vse švicarske učence, zato naj bi bilo veliko Švicarjev vsaj dvojezičnih, zlasti tistih, ki pripadajo jezikovnim manjšinam.

### Urbanizacija
Med dvema tretjinama in tremi četrtinami prebivalstva živi v urbanih območjih. Švica je iz pretežno podeželske države v samo 70 letih postala mestna. Od leta 1935 je urbani razvoj zahteval toliko švicarske pokrajine kot prejšnjih 2000 let. Ta razprostranjenost mest ne vpliva samo na planoto, temveč tudi na Juro in alpsko vznožje in zaskrbljenost glede rabe zemljišč narašča. Od začetka 21. stoletja pa je rast prebivalstva v urbanih območjih višja kot na podeželju.
Švica ima gosto mrežo mest, kjer se velika, srednja in majhna mesta dopolnjujejo. Planota je zelo gosto poseljena s približno 450 prebivalci na km2 in pokrajina nenehno kaže znake človeške prisotnosti. Teža največjih metropolitanskih območij, kot so Zürich, Ženeva – Lozana, Basel in Bern, se navadno povečuje. V mednarodni primerjavi je pomen teh urbanih območij močnejši, kot kaže njihovo število prebivalcev. Poleg tega so trije glavni centri v Zürichu, Ženevi in Baslu prepoznavni po svoji izjemno visoki kakovosti življenja.

#### Največja mesta
| Največja mesta države Švica Swiss Federal Statistical Office (FSO), Neuchâtel, 2020 | Največja mesta države Švica Swiss Federal Statistical Office (FSO), Neuchâtel, 2020 | Največja mesta države Švica Swiss Federal Statistical Office (FSO), Neuchâtel, 2020 | Največja mesta države Švica Swiss Federal Statistical Office (FSO), Neuchâtel, 2020 | Največja mesta države Švica Swiss Federal Statistical Office (FSO), Neuchâtel, 2020 | Največja mesta države Švica Swiss Federal Statistical Office (FSO), Neuchâtel, 2020 | Največja mesta države Švica Swiss Federal Statistical Office (FSO), Neuchâtel, 2020 | Največja mesta države Švica Swiss Federal Statistical Office (FSO), Neuchâtel, 2020 | Največja mesta države Švica Swiss Federal Statistical Office (FSO), Neuchâtel, 2020 | Največja mesta države Švica Swiss Federal Statistical Office (FSO), Neuchâtel, 2020 |
|                                                                                     | Rang                                                                                |                                                                                     | Kanton                                                                              | Preb.                                                                               | Rang                                                                                |                                                                                     | Kanton                                                                              | Preb.                                                                               |                                                                                     |
| ----------------------------------------------------------------------------------- | ----------------------------------------------------------------------------------- | ----------------------------------------------------------------------------------- | ----------------------------------------------------------------------------------- | ----------------------------------------------------------------------------------- | ----------------------------------------------------------------------------------- | ----------------------------------------------------------------------------------- | ----------------------------------------------------------------------------------- | ----------------------------------------------------------------------------------- | ----------------------------------------------------------------------------------- |
| Zürich Ženeva                                                                       | 1                                                                                   | Zürich                                                                              | Zürich                                                                              | 421.878                                                                             | 11                                                                                  | Thun                                                                                | Bern                                                                                | 43.476                                                                              | Basel Lozana                                                                        |
| Zürich Ženeva                                                                       | 2                                                                                   | Ženeva                                                                              | Ženeva                                                                              | 203.856                                                                             | 12                                                                                  | Bellinzona                                                                          | Ticino                                                                              | 43.360                                                                              | Basel Lozana                                                                        |
| Zürich Ženeva                                                                       | 3                                                                                   | Basel                                                                               | Basel-Stadt                                                                         | 178.120                                                                             | 13                                                                                  | Köniz                                                                               | Bern                                                                                | 42.388                                                                              | Basel Lozana                                                                        |
| Zürich Ženeva                                                                       | 4                                                                                   | Lozana                                                                              | Vaud                                                                                | 140.202                                                                             | 14                                                                                  | La Chaux-de-Fonds                                                                   | Neuchâtel                                                                           | 36.915                                                                              | Basel Lozana                                                                        |
| Zürich Ženeva                                                                       | 5                                                                                   | Bern                                                                                | Bern                                                                                | 134.794                                                                             | 15                                                                                  | Fribourg                                                                            | Fribourg                                                                            | 38.039                                                                              | Basel Lozana                                                                        |
| Zürich Ženeva                                                                       | 6                                                                                   | Winterthur                                                                          | Zürich                                                                              | 114.220                                                                             | 16                                                                                  | Schaffhausen                                                                        | Schaffhausen                                                                        | 36.952                                                                              | Basel Lozana                                                                        |
| Zürich Ženeva                                                                       | 7                                                                                   | Luzern                                                                              | Luzern                                                                              | 82.620                                                                              | 17                                                                                  | Vernier                                                                             | Ženeva                                                                              | 34.898                                                                              | Basel Lozana                                                                        |
| Zürich Ženeva                                                                       | 8                                                                                   | St. Gallen                                                                          | St. Gallen                                                                          | 76.213                                                                              | 18                                                                                  | Chur                                                                                | Graubünden                                                                          | 36.336                                                                              | Basel Lozana                                                                        |
| Zürich Ženeva                                                                       | 9                                                                                   | Lugano                                                                              | Ticino                                                                              | 62.315                                                                              | 19                                                                                  | Sion                                                                                | Valais                                                                              | 34.978                                                                              | Basel Lozana                                                                        |
| Zürich Ženeva                                                                       | 10                                                                                  | Biel/Bienne                                                                         | Bern                                                                                | 55.206                                                                              | 20                                                                                  | Uster                                                                               | Zürich                                                                              | 35.337                                                                              | Basel Lozana                                                                        |

## Kultura
- Le Cercle lausannois des Âmes intérieures, mouvement piétiste, se réunissait anciennement pour ses cultes à la rue Vuillermet 1.

Za švicarsko kulturo je značilna raznolikost, ki se odraža v številnih tradicionalnih običajih. Regija je lahko na nek način močno kulturno povezana s sosednjo državo, s katero si deli njen jezik, sama pa je zakoreninjena v zahodnoevropski kulturi. Izjema je jezikovno izolirana retoromanska kultura v Graubündnu na vzhodu Švice, ki je preživela le v zgornjih dolinah Rena in Inna in si prizadeva ohraniti svojo redko jezikovno tradicijo.
V Švici živi veliko pomembnih sodelavcev na področju literature, umetnosti, arhitekture, glasbe in znanosti. Poleg tega je država med nemiri ali vojno v Evropi pritegnila številne ustvarjalce. Po državi je razdeljenih približno 1000 muzejev; število se je od leta 1950 več kot potrojilo. Med najpomembnejšimi vsakoletnimi kulturnimi predstavami so festival Paléo, festival v Lucernu, Montreux Jazz Festival, mednarodni filmski festival v Locarnu in Art Basel.
Alpska simbolika je imela ključno vlogo pri oblikovanju zgodovine države in švicarske nacionalne identitete. Številna alpska območja in smučišča v hladnejših mesecih ponujajo zimske športe, poleti pa tudi pohodništvo (nemško: das Wandern) ali gorsko kolesarjenje. Druga območja imajo skozi vse leto rekreacijsko kulturo, ki skrbi za turizem, kot je ogled znamenitosti, kljub temu pa so mirnejši časi pomlad in jesen, ko je obiskovalcev manj. Na mnogih območjih prevladuje tudi tradicionalna kultura kmetov in pastirjev, majhne kmetije pa so zunaj mest povsod prisotne. Ljudska umetnost ohranja življenje v organizacijah po vsej državi. V Švici se večinoma izraža v glasbi, plesu, poeziji, rezbarjenju lesa in vezeninah. Alpski rog (Alphorn), glasbilo iz lesa, je postalo poleg jodlanja in harmonike utelešenje tradicionalne švicarske glasbe.

## Kuhinja
Švicarska kuhinja je večplastna. Medtem ko so nekatere jedi, kot so fondue, raclette ali rösti, povsod prisotne po državi, je vsaka regija razvila svojo gastronomijo glede na podnebne in jezikovne razlike. Tradicionalna švicarska kuhinja uporablja sestavine, podobne tistim v drugih evropskih državah, pa tudi edinstvene mlečne izdelke in sire, kot sta Grojer ali Ementalec, pridelana v dolinah Gruyères in Emmental. Število restavracij fine-dining je veliko, zlasti v zahodni Švici.
Čokolado izdelujejo v Švici že od 18. stoletja, svoj ugled pa si je pridobila konec 19. stoletja z izumom sodobnih tehnik, kot sta conching in kaljenje, ki sta omogočila njeno proizvodnjo na visokokakovostni ravni. Preboj je bil tudi izum trdne mlečne čokolade leta 1875, ki ga je izvedel Daniel Peter. Švicarji so največji potrošniki čokolade na svetu.
Zaradi popularizacije predelane hrane konec 19. stoletja je švicarski pionir zdrave prehrane Maximilian Bircher-Benner ustvaril prvo terapijo na osnovi prehrane v obliki dobro znane žitne jedi iz ovsa, imenovane Birchermüesli.
Najbolj priljubljena alkoholna pijača v Švici je vino. Švica je opazna zaradi sorte grozdja, pridelanega zaradi velikih razlik v terroirjih, s svojimi mešanicami tal, zraka, nadmorske višine in svetlobe. Švicarsko vino pridelujejo predvsem v Valaisu, Vaudu (Lavaux), Ženevi in Ticinu, z majhno večino belih vin. Vinograde v Švici obdelujejo že od rimske dobe, čeprav je mogoče najti nekatere sledi starejšega izvora. Najbolj razširjeni sorti sta Chasselas (imenovana Fendant in Valais) in modri pinot. Merlot je glavna sorta, pridelana v Ticinu.

## Naravne in kulturne znamenitosti
- Basel, mesto na obeh bregovih Rena na švicarsko-nemško-francoski tromeji. Staro mestno jedro s stolnico  (13. – 15. stoletje), mestna hiša (1504 – 1521), nekdanja mestna vrata Spalentor (14. stoletje) in muzeji. V bližini so izkopanine rimske naselbine Augusta Raurica.
- Bellinzona, glavno mesto kantona Ticino, branijo tri trdnjave iz 12. do 15. stoletja in z njimi povezani obrambni zidovi preko doline (Castello Grande, Castello di Montebello in Castello Sasso Corbaro) – del svetovne dediščine Unesca.
- Bern, glavno mesto kantona; slikovito staro mestno jedro na okljuku reke Aare (del svetovne dediščine Unesca), stolnica sv. Vincenca (1421-1893), mestna hiša (1406-1417), stolpna ura  (Zytgloggenturm), zgodovinski muze, Švicarski alpski muzej.
- Chur, glavno mesto kantona Graubünden, s starim mestnim jedrom s hišami iz 15. – 18. stoletja, stolnico (1175 – 1282) in Retijskim muzejem.
- Benediktinski samostan Einsielden ustanovljen leta 934, sedanja stavba iz 1657-1723, baročna samostanska cerkev s kapelo v kateri je podoba črne Matere božje, najpomembnejša romarska cerkev v Švici.
- Fribourg – staro mestno jedro z gotsko stolnico sv. Nikolaja (1283 – 1490).
- Hölloch, kraška jama v dolini Muota blizu mesta Schwyz, drugi najdaljši jamski sistem v Evropi in četrti na svetu (189 km rovov v več nadstropjih).
- Zavarovano območje Jungfrau-Aletsch v Bernskih Alpah je najbolj poledenel del Alp in svetovna dediščina Unesca. Na sedlo Jungfraujoch (3454 m) vozi najvišja železniška proga v Evropi zgrajena 1896-1912.
- Lozana (francosko Lausanne), mesto ob Ženevskem jezeru, z gotsko stolnico (1173-1275), palačo Rumine in več muzeji.
- Lugano ob Luganskem jezeru v kantonu Ticino s stolnico sv. Lovrenca (16. stoletje), klasicistično mestno hišo in cerkvijo Santa Maria degli Angeli (ok. 1500)
- Luzern ob Vierwaldstadtskem jezeru s starim mestnim jedrom, delno ohranjenim obzidjem, več cerkvami in mestno hišo. Kapellbrücke – leseni pokriti most je najstarejši v Evropi (14. stoletje) in Spreuerbrücke; nad mesto je razgledna gora Pilatus (2120 m).
- Müstair; visokogorska dolina z benediktinskim samostanom sv. Janeza Krstnika – del svetovne dediščine Unesca.
- Renski slapovi na reki Ren, desna obala slapov se nahaja na ozemlju občine Neuhausen am Rheinfall, v kantonu Schaffhausen, medtem ko se leva obala nahaja na ozemlju občine Laufen-Uhwiesen, v kantonu Zürich. Ob njih sta dvorca Wörth (12. stoletje) in Laufen (16. stoletje)
- Sankt Gallen s starim mestnim jedrom in nekdanjim benediktinskim samostanom in samostansko cerkvijo, del svetovne dediščine Unesca.
- Retijska železnica - odsek RhB iz območja Albula / Bernina (del od Thusis do Tirano, vključno St. Moritz in viadukt Landwasser) vpisan na seznam Unescove svetovne dediščine.
- Solothurn z obzidjem obdano mesto z baročno stolnico sv. Ursena in muzejem orožja
- Staubbachfall slap na potoku Lütschine nad vasjo Lautenbrunnen v Bernskih Alpah, visok 300 m in še več slapov v dolini na potoku Trümmelbach.
- Švicarski narodni park, del Unescove svetovne dediščine, leži v zahodnih Retijskih Alpah. Ustanovljen je bil 1. avgusta 1914, med prvimi v Evropi.
- Via Mala, 3 km dolga in nekaj 10 m široka do 500 m globoka soteska Zadnjega Rena (Hinterrhein)  med območjem Zillis-Reischen in Thusis v kantonu Graubünden.
- Vierwaldstadtsko jezero, ledeniško jezero na koncu mesta Luzern, obdano z gorami (Rigi - 1798 m dostopna z zobato železnico); na obali je travnik R¨tli, kjer so predstavniki treh kantonov 1. avgusta 1291 sklenili večno zvezo proti Habsburžanom.
- Zürich ob iztoku reke Limmat iz Züriškega jezera je najpomembnejše gospodarsko središče v Švici, s stolnico (Grossmünster, 12.-13. stoletje) – največja romanska cerkev v Švici –, Marijino cerkvijo (Fraumünster, 13.-15. stoletje), mestno hišo in Švicarskim narodnim muzejem in več drugimi.
- Ženeva ob iztoku Rone iz Ženevskega jezera je središče francosko govoreče Švice. Srednjeveško mestno jedro s stolnico sv. Petra (12.-13. stoletje), mestno hišo in spomenikom reformaciji, pa tudi več muzejev, botanični vrt. V Ženevi imajo sedež različne mednarodne organizacije.
- 56 od 111 prazgodovinskih kolišč okoli Alp na Unescovem seznamu.